# Lista de episódios de Full Metal Panic!

## Full Metal Panic: Episódios

### Full Metal Panic!
| #  | Título (Português)                             | Título (Japonês)                                                          | Data de exibição        |
| -- | ---------------------------------------------- | ------------------------------------------------------------------------- | ----------------------- |
|    |                                                |                                                                           |                         |
| 1  | Aquele cara que me deixa preocupada é Sargento | Ki ni Naru Aitsu wa Gunsou (気になるあいつは軍曹)                         | 8 de janeiro de 2002    |
| 2  | Eu Quero Proteger Você                         | Mamotte Age Tai (守ってあげたい)                                          | 15 de janeiro de 2002   |
| 3  | Lingerie Panic                                 | Ranjerī Panikku (ランジェリー・パニック)                                  | 22 de janeiro de 2002   |
| 4  | Seqüestro                                      | Kiddo Nappu (キッド・ナップ)                                              | 29 de janeiro de 2002   |
| 5  | Aqueles para serem Whispered                   | Sasayaka re Shi Sha (Wisupaado) (囁かれし者（ウィスパード）)              | 5 de fevereiro de 2002  |
| 6  | Still Alive                                    | STILL ALIVE                                                               | 12 de fevereiro de 2002 |
| 7  | Garoto encontra garota                         | Booi Miitsu Gaaru (ボーイ・ミーツ・ガール)                                | 19 de fevereiro de 2002 |
| 8  | Meio namorado                                  | Paatotaimu Sutedi (パートタイム・ステディ)                                | 26 de fevereiro de 2002 |
| 9  | Perigosa Casa Segura                           | Abunai Seefu Hausu (あぶないセーフハウス)                                 | 5 de março de 2002      |
| 10 | Corra, corra, corra                            | Ran Ranningu Ran (ラン・ランニング・ラン)                                 | 12 de março de 2002     |
| 11 | O Despertar de Behemoth                        | Behemosu Kakusei (ベヘモス覚醒)                                           | 19 de março de 2002     |
| 12 | Uma Noite de Resistência                       | Wan Naito Sutando (ワン・ナイト・スタンド)                                | 26 de março de 2002     |
| 13 | Rock & Roll entre a Gata e a Gatinha           | Neko to Koneko no R & R (Rokkunrooru)" (猫と子猫のR＆R（ロックンロール）) | 2 de abril de 2002      |
| 14 | Narashino Está Queimando?                      | Narashino wa Moete iru ka? (習志野は燃えているか？)                       | 9 de abril de 2002      |
| 15 | O Vento Sopra em Casa, Parte 1                 | Kokyou ni Mau Kaze Zenpen (故郷に舞う風・前編)                            | 16 de abril de 2002     |
| 16 | O Vento Sopra em Casa, Parte 2                 | Kokyou ni Mau Kaze Chūhen (故郷に舞う風・中編)                            | 23 de abril de 2002     |
| 17 | O Vento Sopra em Casa, Parte 3                 | Kokyou ni Mau Kaze Koohen (故郷に舞う風・後編)                            | 30 de abril de 2002     |
| 18 | Festa em Alto Mar                              | Shinkai Paati (深海パーティ)                                              | 7 de maio de 2002       |
| 19 | Incorporando o 6 e o 7                         | Engeeji Shikkusu Sebun (エンゲージ・シックス・セブン)                     | 14 de maio de 2002      |
| 20 | Chama de Venom                                 | Venomu no Hi (ヴェノムの火)                                               | 21 de maio de 2002      |
| 21 | Armadilha                                      | Diipu Torappu (ディープ・トラップ)                                        | 28 de maio de 2002      |
| 22 | Caixa de surpresa                              | Jakku in za Bokkusu (ジャック・イン・ザ・ボックス)                        | 4 de junho de 2002      |
| 23 | Campo de Gigantes                              | Kyojin no Fiirudo (巨人のフィールド)                                      | 11 de junho de 2002     |
| 24 | Mergulho no azul                               | Intu za Burou (イントゥ・ザ・ブルー)                                      | 18 de junho de 2002     |

### Full Metal Panic? Fumoffu!
| #  | Título (Português)                                | Título (Japonês)                                          | Data de exibição       |
| -- | ------------------------------------------------- | --------------------------------------------------------- | ---------------------- |
|    |                                                   |                                                           |                        |
| 1a | O Homem que Veio do Sul                           | Minami Kara Kita Otoko (南から来た男)                     | 26 de agosto de 2003   |
| 1b | Não Tem Negócio Por Refém                         | Dakyou Muyou no Hosuteeji (妥協無用のホステージ)          | Especial               |
| 2a | Hostilidade que Cruza Caminhos                    | Surechigai no Hosutiriti (すれ違いのホスティリティ)       | Especial               |
| 2b | Recreio da Futilidade                             | Karamawari no Ranchitaimu (空回りのランチタイム)          | 26 de agosto de 2003   |
| 3  | Ilusão no Verão de Lascar                         | Kootetsu no Samaa Iryuujon (鋼鉄のサマーイリュージョン)   | 2 de setembro de 2003  |
| 4  | Montanha do Hambúrger Artístico                   | Geijutsu no Hanbaagaa Hiru                                | 2 de setembro de 2003  |
| 5  | Uma Vigilância de Coração                         | Ichizu na Suteikuauto (一途なステイクアウト)              | 9 de setembro de 2003  |
| 6  | Lutador Puro e Impuro                             | Jun de Fujun na Gurappuraa (純で不純なグラップラー)       | 7 de outubro de 2003   |
| 7  | Ofensa com Boas Intenções                         | Zeni no Toresupasu (善意のトレスパス)                     | 7 de setembro de 2003  |
| 8  | Fetiche Inacreditável                             | Oshiuri no Fetisshu (押し売りのフェティッシュ)            | 16 de setembro de 2003 |
| 9  | Paciente da Escuridão                             | Kurayami no Peishento (暗闇のペイシェント)                | 16 de setembro de 2003 |
| 10 | Grito de Guerra Exagerado                         | Yari Sugi no Wookurai (やりすぎのウォークライ)            | 14 de outubro de 2003  |
| 11 | A Deusa Visita o Japão                            | Megami no Rainichi (Junan Hen) (女神の来日（受難編）)     | 21 de outubro de 2003  |
| 12 | A Deusa Visita o Japão (Episódio da Fonte Termal) | Megami no Rainichi (Onsen Hen) (女神の来日（温泉編）)     | 28 de outubro de 2003  |
| 13 | Fantasiado sem Código Moral                       | Jingi Naki Fanshii (仁義なきファンシー)                   | 4 de novembro de 2003  |
| 14 | Pássaro Azul Que Não Pode Ser Controlado          | Mamanaranai Buruubaado (ままならないブルーバード)         | 11 de novembro de 2003 |
| 15 | O Conflito do Quinto Período                      | Go Jikan Me no Hotto Supotto (五時間目のホット・スポット) | 18 de novembro de 2003 |

### Full Metal Panic: The Second Raid
| #   | Título (Português)                | Título (Japonês)                                                     | Data de exibição       |
| --- | --------------------------------- | -------------------------------------------------------------------- | ---------------------- |
|     |                                   |                                                                      |                        |
| 1   | O Fim de Cada Dia                 | Owaru Hibi (終わる日々)                                              | 13 de julho de 2005    |
| 2   | Cenário submarino                 | Suimenka no Jookei (水面下の状景)                                    | 20 de julho de 2005    |
| 3   | O Labirinto e o Dragão            | Meikyuu to Ryuu (迷宮と竜)                                           | 27 de julho de 2005    |
| 4   | Alvorada                          | Deiraito (デイライト)                                                | 3 de agosto de 2005    |
| 5   | A maravilhosa Sicília             | Uruwashiki Shichiria (うるわしきシチリア)                            | 10 de agosto de 2005   |
| 6   | A fronteira do Paraíso            | Ejji Obu Hevun (エッジ・オブ・ヘヴン)                                | 17 de agosto de 2005   |
| 7   | Deixada para trás                 | Tori no Kosarete (とりのこされて)                                    | 24 de agosto de 2005   |
| 8   | Jungle Groove                     | Janguru Guruubu (ジャングル・グルーブ)                               | 14 de setembro de 2005 |
| 9   | Os problemas dela                 | Kanojo no Mondai (彼女の問題)                                        | 21 de setembro de 2005 |
| 10  | As duas Hong Kongs                | Futatsu no Honkon (ふたつの香港)                                     | 28 de setembro de 2005 |
| 11  | Os problemas dele                 | Kare no Mondai (彼の問題)                                            | 5 de outubro de 2005   |
| 12  | Hong Kong em chamas               | Moeru Honkon (燃える香港)                                            | 12 de outubro de 2005  |
| 13  | Continuando o dia-a-dia           | Tsuzuku Hibi (つづく日々)                                            | 19 de outubro de 2005  |
| OVA | O dia até que tranqüilo da Capitã | Wari to Hima na Sentaichou no Ichinichi (わりとヒマな戦隊長の一日）) | 26 de maio de 2006     |

### Full Metal Panic! Invisible Victory
| #  | Título (Português)   | Título (Japonês)                              | Data de exibição    |
| -- | -------------------- | --------------------------------------------- | ------------------- |
|    |                      |                                               |                     |
| 1  | Hora Zero            | Zero Awā (ゼロアワー)                         | 13 de abril de 2018 |
| 2  | Controlo do Dano     | Songai Seigyo (損害制御)                      | 20 de abril de 2018 |
| 3  | Grando um por cento  | BIG ONE PERCENT (BIG ONE PERCENT)             | 27 de abril de 2018 |
| 4  | Por Conta Própria    | On Mai Oun (オン・マイ・オウン)               | 4 de maio de 2018   |
| 5  | Bem-vindo à Selva    | WELCOME TO THE JUNGLE (WELCOME TO THE JUNGLE) | 18 de maio de 2018  |
| 6  | Repouso Apodrecido   | Fuhai no Madoromi (腐敗のまどろみ)            | 25 de maio de 2018  |
| 7  | Matança de Gigantes  | Jaianto Kiringu (ジャイアントキリング)        | 1 de junho de 2018  |
| 8  | Força de Um Só       | Wan Man Fōsu (ワン・マン・フォース)           | 8 de junho de 2018  |
| 9  | A Bruxa Caída        | Ochita Majo (堕ちた魔女)                      | 22 de junho de 2018 |
| 10 | Em Frente, Em Frente | Mae e, Mae e (前へ、前へ)                     | 29 de junho de 2018 |
| 11 | Noite Tempestuosa    | Sutōmii Naito (ストーミー・ナイト)            | 18 de julho de 2018 |
| 12 | Faça Meu Dia         | Meiku Mai Dei (メイク・マイ・デイ)            | 18 de julho de 2018 |